# Neogryllopsis kuhlgatzi
Neogryllopsis kuhlgatzi är en insektsart som först beskrevs av Heinrich Hugo Karny 1910.  Neogryllopsis kuhlgatzi ingår i släktet Neogryllopsis och familjen syrsor. Inga underarter finns listade i Catalogue of Life.